# Мрзло Поље Жумберачко
Мрзло Поље Жумберачко је насељено место у општини Жумберак, до нове територијалне организације у саставу бивше општине Јастребарско, у Загребачкој жупанији, Хрватска.

## Географски положај
Налази се на надморској висини од 557 метара. Село је смештено на југоисточним падинама Жумберачке Горе, 16 километара северно од Костањевца, седишта општине.

## Историја
У урбару из 1830. године стоји да је то „место са 9 кућа и 44 становника гркосједињених (унијата), са гркосједињеном жупном црквом, у близини које се налазе рушевине римокатоличке цркве „Светог Ловре“. Такође је овде од 1769. године ерарска школа. Овде је надаље значајна пећина Бијела страна."
У Мрзлом Пољу је 1936. године одржан други Конгрес Жумберчана када је на прочељу цркве постављена спомен-плоча жупнику Петру Станићу, жумберачком историчару и Дани Ковачевићу, учитељу и сакупљачу народних песама и обичаја. Из Мрзлог Поља потиче и унијатски крижевачки епископ Константин Станић (1814-1830).

## Привреда
Привредна основа насеља је: пољопривреда, сточарство и виноградарство, а подручје је од посебне државне бриге.

## Становништво

### Број становника по пописима
| Националност   | 2001. | 1991. | 1981. | 1971. | 1961. | 1953. | 1948. | 1931. | 1921. | 1910. | 1900. | 1890. | 1880. | 1869. | 1857. |
| бр. становника | 50    | 69    | 97    | 113   | 125   | 156   | 167   | 178   | 160   | 161   | 153   | 168   | 162   | 157   | 131   |

- напомене:

До 1900. исказивано под именом Мрзло Поље.

### Национални састав
| Националност       | 1991.     | 1981.       | 1971.      | 1961.        |
| Хрвати             | 69 (100%) | 92 (94,84%) | 113 (100%) | 120 (96,00%) |
| Срби               | 0         | 2 (2,06%)   | 0          | 4 (3,20%)    |
| Југословени        | 0         | 3 (3,09%)   | 0          | 0            |
| остали и непознато | 0         | 0           | 0          | 1 (0,80%)    |
| Укупно             | 69        | 97          | 113        | 125          |

## Црква
Село припада унијатској жупи „Светог Петра и Павла“ Жумберачки викаријат Крижевачке епархије.